# (279) Thule
(279) Thule – planetoida z pasa głównego asteroid okrążająca Słońce w ciągu 8 lat i 307 dni w średniej odległości 4,27 j.a. Została odkryta 25 października 1888 roku w Obserwatorium Uniwersyteckim w Wiedniu przez Johanna Palisę. Nazwa planetoidy pochodzi od mitycznej krainy Thule położonej na północ od Wysp Brytyjskich.